# Callopistria centrimacula
Callopistria centrimacula là một loài bướm đêm trong họ Noctuidae.